# 邓宇民
邓宇民（1940年12月—），男，四川营山人，生于成都，中华人民共和国政治人物，曾任成都市人大常委会副主任，民革四川省委副主委，第八、九、十届全国政协委员。

## 家庭
父亲邓锡侯。